# Microregione di Carazinho
Carazinho è una microregione del Rio Grande do Sul in Brasile, appartenente alla mesoregione di Noroeste Rio-Grandense.
È una suddivisione creata puramente per fini statistici, pertanto non è un'entità politica o amministrativa.

## Comuni
È suddivisa in 18 comuni:
- Almirante Tamandaré do Sul
- Barra Funda
- Boa Vista das Missões
- Carazinho
- Cerro Grande
- Chapada
- Coqueiros do Sul
- Jaboticaba
- Lajeado do Bugre
- Nova Boa Vista
- Novo Barreiro
- Palmeira das Missões
- Pinhal
- Sagrada Família
- Santo Antônio do Planalto
- São José das Missões
- São Pedro das Missões
- Sarandi